# Richard Duffin
Richard James Duffin (1909 — Pittsburgh, 29 de outubro de 1996) foi um físico estadunidense.